# 横井研二
横井 研二（よこい けんじ、Kenji Orito Yokoi Díaz、1979年10月13日 - ）は、コロンビアのボランティア、モチベーションスピーカー。

## 人物
コロンビアに来ていた日本人の父とコロンビア人の母との間に生まれる。コロンビア人と結婚。横浜でレストランも順調。後に長男が誕生。
2006年には、日本人の祖父を持つ日系ブラジル人で日本で14年間暮らしていたミュージシャンのクレイトン上原とともに、自殺や鬱の多い日本の若者を救う活動として横浜で「スマイルとハグ」や「友達を100人作る」などのキャンペーンを始め、悩みを抱える日本人の若者に楽天的なコロンビア人との交流を体験させるNPO法人「Turismo con Propósito（目的ある旅）」を日本人社会起業家・草野剛とともに設立。
「食べ物をくれなかったら殺すぞ」というコロンビア人による人質事件を機に、当時1歳だった長男を連れて、生まれ故郷であるコロンビアの首都ボゴタのスラム街シウダ・ボリバルに移住。
コロンビアで不良と言われた少年・少女に日本語を教え、希望をもたらした。日本の躾文化について伝え、動画で1週間に100万回再生されることもある。また、スペイン語圏のCNNで取り上げられた。
現在は、コロンビアでは横井研二、日本では草野剛が当法人の共同代表となっている。

## 家族
妻と長男・次男の子供2人がいる。